# Greenwood Lake
Greenwood Lake es una villa ubicada en el condado de Orange en el estado estadounidense de Nueva York. En el año 2000 tenía una población de 3,411 habitantes y una densidad poblacional de 644 personas por km².

## Geografía
Greenwood Lake se encuentra ubicada en las coordenadas 41°13′21″N 74°17′23″O / 41.22250, -74.28972. Según la Oficina del Censo, la ciudad tiene un área total de 6,4 km² (2,5 mi²), de la cual 5,3 km² (2 mi²) es tierra y 1,1 km² (0,4 mi²) (0%) es agua.

## Demografía
Según la Oficina del Censo en 2000 los ingresos medios por hogar en la localidad eran de $56,076, y los ingresos medios por familia eran $61,029. Los hombres tenían unos ingresos medios de $46,655 frente a los $37,328 para las mujeres. La renta per cápita para la localidad era de $23,454. Alrededor del 7.0% de la población estaban por debajo del umbral de pobreza.